# Малолітражний автомобіль
Малолітражний автомобіль або субкомпакт — північноамериканська класифікація автомобілів, менших за компактний автомобіль. Загалом це еквівалентно класифікаціям B-сегменту (Європа), суперміні (Велика Британія) або A0 (Китай).
Згідно з визначенням класу розмірів автомобілів Агентства з охорони навколишнього середовища США (EPA), субкомпактна категорія знаходиться між категоріями «мінікомпакт» і «компакт». Визначення субкомпактного автомобіля EPA — це легковий автомобіль з об'ємом салону та вантажу між 85—99 кубічних футів (2 410—2 800 л). Нинішніми прикладами субкомпактних автомобілів є Nissan Versa і Hyundai Accent. Менші автомобілі в категорії A-сегменту/міських автомобілів (такі як Chevrolet Spark і Smart Fortwo) іноді називають субкомпактними в США, тому що назва EPA для цієї меншої категорії — «мінікомпакт» — зазвичай не використовується загальною громадськість.
Субкомпактні автомобілі початку 1970-х років включають AMC Gremlin, Chevrolet Vega та Ford Pinto.

## Історія
Термін «субкомпактний» виник у 1960-х роках. Однак він став популярним на початку 1970-х років, коли виробники автомобілів у Сполучених Штатах почали вводити у свій модельний ряд менші автомобілі. Раніше автомобілі такого розміру класифікували по-різному, включаючи «малі автомобілі»: 120 або «економічні автомобілі».

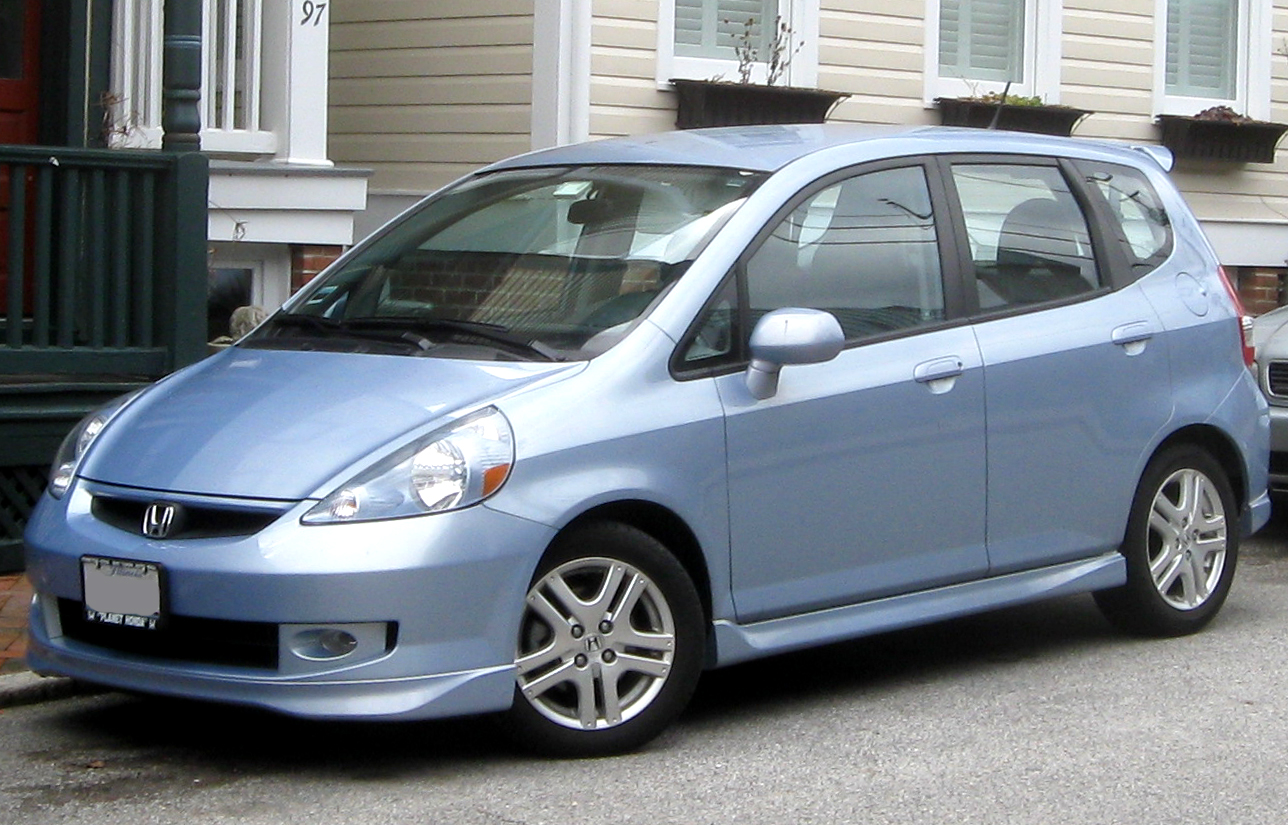
З 2006 по 2008 рік річні продажі Honda Fit зросли втричі.

Через зростання популярності малих автомобілів, імпортованих з Європи та Японії наприкінці 1960-х років, американські виробники почали випуск конкуруючих моделей місцевого виробництва на початку 1970-х років. У квітні 1970 року AMC Gremlin був описаний як «перший імпортований автомобіль американського виробництва» та перший субкомпактний автомобіль американського виробництва. Також у 1970 році були представлені Chevrolet Vega та Ford Pinto. Плани на субкомпактний AMC Gremlin передували Vega та Pinto на кілька років через стратегію AMC визнавати можливості ринку, що розвиваються, попереду конкурентів.
У 1978 році Фольксваген розпочав виробництво «кролячої» версії Golf — сучасної конструкції з переднім приводом — у Пенсільванії. У 1982 році компанія American Motors почала виробництво американського Renault Alliance — версії Renault 9 — у Вісконсині. Обидві моделі виграють від європейського дизайну, розробки та досвіду.
У 1990-х роках GM запропонував бренд Geo з субкомпактним автомобілем Metro, виготовленим Suzuki.
Через споживчий попит на економічні автомобілі в середині та наприкінці 2000-х років продажі субкомпактних автомобілів зробили їх найшвидше зростаючою категорією ринку в США. У 2006 році на ринок були представлені три основні субкомпактні моделі, Toyota Yaris, Honda Fit і Nissan Versa. Ці моделі були випущені їхніми виробниками, щоб орієнтуватися на групу молодих покупців, які в іншому випадку купують вживані автомобілі. Хоча ціни на паливо в той час зростали, невеликі автомобілі були заплановані до того, як ціни на паливо злетіли; наприклад, Honda оголосила, що випустить субкомпактну модель ще у 2004 році.